# 伊通河畔昂夫勒维尔
伊通河畔昂夫勒维尔（法語：Amfreville-sur-Iton，法語發音：[ɑ̃fʁəvil syʁ itɔ̃]）是法国厄尔省的一个市镇，位于该省中部偏东北，属于莱桑德利区。

## 地理
伊通河畔昂夫勒维尔（49°8'56"N, 1°9'14"E）面积5.48 平方千米，位于法国诺曼底大区厄尔省，该省份为法国北部内陆省份，北起滨海塞纳省，西接奧恩省和卡爾瓦多斯省，南至厄尔-卢瓦省，东临瓦兹省、瓦兹河谷省和伊夫林省。
与伊通河畔昂夫勒维尔接壤的市镇（或旧市镇、城区）包括：阿基尼、卡纳普维尔、翁杜维尔、勒梅尼勒茹尔丹。
伊通河畔昂夫勒维尔的时区为UTC+01:00、UTC+02:00（夏令时）。

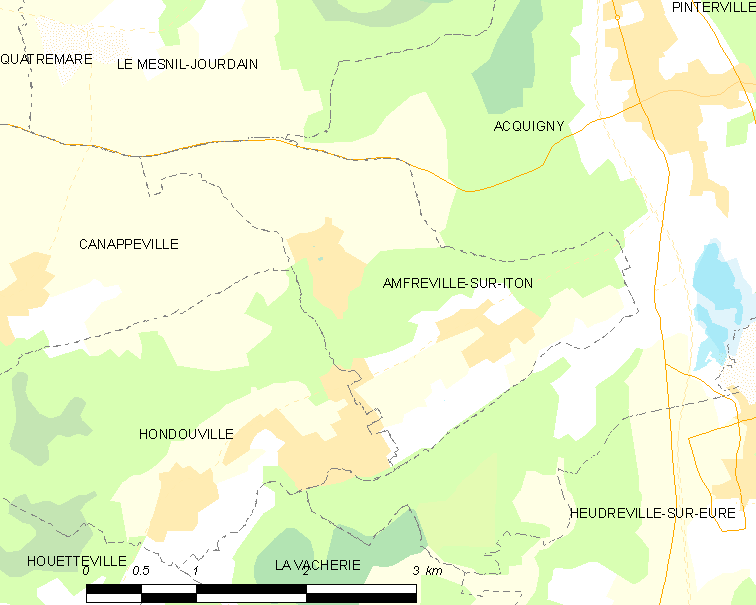
伊通河畔昂夫勒维尔的OSM定位图

## 行政
伊通河畔昂夫勒维尔的邮政编码为27400，INSEE市镇编码为27014。

## 政治
伊通河畔昂夫勒维尔所属的省级选区为蓬德拉尔什县。

## 人口

1962-2008年间伊通河畔昂夫勒维尔人口变化图示

伊通河畔昂夫勒维尔于2022年1月1日时的人口数量为882人。